# 林道別又僧ヶ岳線
別又僧ヶ岳線（べつまたそうがだけせん）は、富山県魚津市東蔵と黒部市宇奈月温泉（旧：下新川郡宇奈月町）を結ぶ林道である。1963年（昭和38年）7月着工、1985年（昭和60年）10月14日完成、1986年（昭和61年）度より宇奈月町区間の全長約12 kmに限り一般開放されている。

## 特徴
- 山間部を通るため、カーブが非常に多い上、道幅も狭い。
- 魚津側は魚津平野の眺めが、宇奈月温泉側は黒部川扇状地や後立山連峰の眺めがすばらしい。
- 僧ヶ岳の登山口にもなっている。